# Гамма Райской Птицы
Гамма Райской Птицы — (γ Райской Птицы / лат. Gamma Apodis / γ Apodis) — звезда в созвездии Райской Птицы. Звезда является жёлтым гигантом спектрального класса К и имеет видимую звёздную величину примерно 3,872. Располагается примерно в 160 световых лет от Земли.

## Звезда
Светимость звезды превышает солнечную в 71 раз, радиус — в 11 раз больше радиуса Солнца. Температура поверхности составляет около 5000 К.